# Mecanografía (la historia en imágenes)
Mecanografía (la historia en imágenes) es el título de un paquete cuádruple recopilatorio de imágenes en DVD en donde se reúne de manera recopilada, gran parte de la historia videográfica del grupo de música pop, Mecano. El recopilatorio es un compendio tanto en presentaciones en programas de televisión en diversas épocas, abarcando desde 1982 hasta 1998, además de todos los videoclips oficiales publicados por el grupo, como también algunos de los más notables conciertos en directo, reportajes, así como la inclusión de archivos extra. Esta videografía viene publicada en formato paquete desplegable en edición de lujo. Publicado el 21 de marzo de 2006 para España y en meses posteriores para el resto del mundo.
Mecanografía viene a ser el tercer y último lanzamiento de un proyecto de tres que intenta recoger la obra íntegra de esta agrupación española, compuesto por la caja recopilatoria Obras Completas, caja recopilatoria de edición limitada y numerada con todos los álbumes que conforman la discografía oficial de Mecano, lanzada en otoño del 2005 (no incluye el álbum «Lo último de Mecano», álbum no-oficial publicado por CBS) y el digipack Mecano: Grandes éxitos, un paquete desplegable contentivo de dos CD de audio de canciones sencillos o no-sencillos y un DVD con los videoclips del grupo.

## Contenido de los DVD
DVD 1:
Presenta 39 presentaciones en televisión desde su primera aparición en 1981 hasta 1992. Reportaje de "Informe Semanal" y canciones extra grabadas en directo.
| N°  | Canción                       | Programa de televisión                         |
| --- | ----------------------------- | ---------------------------------------------- |
| 01. | "Hoy no me puedo levantar"    | ("Esta noche", octubre de 1981)                |
| 02. | "Perdido en mi habitación"    | ("Aplauso", enero de 1982)                     |
| 03. | "Maquillaje"                  | ("Aplauso", mayo de 1982)                      |
| 04. | "Hoy no me puedo levantar"    | ("Buenas noches", julio de 1983)               |
| 05. | "La fiesta nacional"          | ("Buenas noches", julio de 1983)               |
| 06. | "Barco a Venus"               | ("Estudio abierto", agosto de 1983)            |
| 07. | "Focas"                       | ("Tocata", enero de 1984)                      |
| 08. | "El amante de fuego"          | ("Tocada", enero de 1984)                      |
| 09. | "Barco a Venus"               | ("Tocata", enero de 1984)                      |
| 10. | "Japón"                       | ("Tocata", junio de 1984)                      |
| 11. | "La estación"                 | ("Tocata", junio de 1984)                      |
| 12. | "Hawaii-Bombay"               | ("Ahí te quiero ver", octubre de 1984)         |
| 13. | "Busco algo barato"           | ("Ahí te quiero ver", octubre de 1984)         |
| 14. | "Japón"                       | ("Ahí te quiero ver", octubre de 1984)         |
| 15. | "Ya viene el Sol"             | ("Tocata", julio de 1985)                      |
| 16. | "Mosquito"                    | ("Tocata", julio de 1985)                      |
| 17. | "Hawaii-Bombay"               | ("Tocata", julio de 1985)                      |
| 18. | "No pintamos nada"            | ("Entre amigos", julio de 1985)                |
| 19. | "Ay qué pesado"               | ("Tocata", junio de 1986)                      |
| 20. | "No tienes nada que perder"   | ("Tocata", junio de 1986)                      |
| 21. | "Ay qué pesado"               | ("Momentos", agosto de 1986)                   |
| 22. | "Cruz de navajas"             | ("Fin de siglo", septiembre de 1986)           |
| 23. | "No tienes nada que perder"   | ("Fin de siglo", septiembre de 1986)           |
| 24. | "Me cuesta tanto olvidarte"   | ("Ahí te quiero ver", diciembre de 1986)       |
| 25. | "Cruz de navajas"             | ("Ahí te quiero ver", diciembre de 1986)       |
| 26. | "Las curvas de esas chica"    | ("Fin de siglo", marzo de 1987)                |
| 27. | "No es serio este cementerio" | ("Sábado noche", mayo de 1987)                 |
| 28. | "Hijo de la Luna"             | ("Por las mañanas", septiembre de 1987)        |
| 29. | "Los amantes"                 | ("Sábado noche", junio de 1988)                |
| 30. | "No hay marcha en Nueva York" | ("Sábado noche", junio de 1988)                |
| 31. | "Mujer contra mujer"          | ("Sábado noche", junio de 1988)                |
| 32. | "La fuerza del destino"       | ("A Tope", septiembre de 1988)                 |
| 33. | "Los amantes"                 | ("A Tope", septiembre de 1988)                 |
| 34. | "No hay marcha en Nueva York" | ("A Tope", septiembre de 1988)                 |
| 35. | "Un año más"                  | ("Especial de Nochevieja", 1 de enero de 1989) |
| 36. | "«Eugenio» Salvador Dalí"     | ("Rockopop", junio de 1989)                    |
| 37. | "Una rosa es una rosa"        | ("El primero del año", 1 de enero de 1992)     |
| 38. | "Naturaleza muerta"           | ("El primero del año", 1 de enero de 1992)     |
| 39. | "Dalai Lama" (club remix)     | ("El primero del año", 1 de enero de 1992)     |

EXTRAS: En directo
| N°  | Canción                    | Programa de televisión                             |
| --- | -------------------------- | -------------------------------------------------- |
| 01. | "Hoy no me puedo levantar" | ("¡Qué noche la de aquel año!", noviembre de 1987) |
| 02. | "Aire"                     | ("¡Qué noche la de aquel año!", noviembre de 1987) |
| 03. | "Barco a Venus"            | ("¡Qué noche la de aquel año!", noviembre de 1987) |
| 04. | "Laika"                    | ("Rockopop", septiembre de 1989)                   |
| 05. | "Informe Semanal"          | (reportaje sobre Mecano, octubre de 1989)          |

DVD 2:
Especial en directo. TVE (℗ 1984). Concierto desde el Frontón de Segovia.
| N°  | Canción                                                 |
| --- | ------------------------------------------------------- |
| 01. | "Hoy no me puedo levantar"                              |
| 02. | "No pintamos nada"                                      |
| 03. | "Hawaii-Bombay"                                         |
| 04. | "Me río de Janeiro"                                     |
| 05. | "Aire" (versión frases pegadas para el Especial de TVE) |
| 06. | "Busco algo barato"                                     |
| 07. | "La estación"                                           |
| 08. | "Me colé en una fiesta"                                 |
| 09. | "Barco a Venus"                                         |
| 10. | "Ya viene el Sol" (versión completa)                    |
| 11. | "El mapa de tu corazón"                                 |
| 12. | "Japón" (versión completa)                              |
| 13. | "Maquillaje"                                            |
| 14. | "Me voy de casa"                                        |

Videoclips: Parte 1
| N°  | Canción                                                  |
| --- | -------------------------------------------------------- |
| 01. | "Hoy no me puedo levantar"                               |
| 02. | "Perdido en mi habitación"                               |
| 03. | "Japón"                                                  |
| 04. | "Hawaii-Bombay"                                          |
| 05. | "No es serio este cementerio"                            |
| 06. | "Hijo de la Luna"                                        |
| 07. | "Figlio della Luna" (J.M. Cano / Adaptación: M. Luberti) |
| 08. | "No hay marcha en Nueva York"                            |
| 09. | "Mujer contra mujer"                                     |
| 10. | "La fuerza del destino"                                  |

DVD 3:
EN CONCIERTO - 1988. Grabado en Las Ventas, Madrid, el 8 de septiembre de 1988 y en la Plaza Monumental de Barcelona, el 15 de septiembre de 1988, como parte de la gira de conciertos de "Descanso dominical". Videoclips: Parte 2.
| N°  | Canción                       |
| --- | ----------------------------- |
| 01. | "Héroes de la Antártida"      |
| 02. | "El cine"                     |
| 03. | "El blues del esclavo"        |
| 04. | "Hijo de la Luna"             |
| 05. | "La fuerza del destino"       |
| 06. | "Mujer contra mujer"          |
| 07. | "Los amantes"                 |
| 08. | "Un año más"                  |
| 09. | "«Eungenio» Salvador Dalí"    |
| 10. | "Por la cara"                 |
| 11. | "No hay marcha en Nueva York" |
| 12. | "Cruz de navajas"             |
| 13. | "Me cuesta tanto olvidarte"   |
| 14. | "Barco a Venus"               |

Videoclips: Parte 2
| N°  | Canción                   |
| --- | ------------------------- |
| 01. | "El 7 de septiembre"      |
| 02. | "Naturaleza muerta"       |
| 03. | "Dalai Lama"              |
| 04. | "Dalai Lama" (club remix) |
| 05. | "Una rosa es una rosa"    |
| 06. | "El fallo positivo"       |
| 07. | "Tú"                      |
| 08. | "El club de los humildes" |
| 09. | "Stereosexual"            |
| 10. | "Otro muerto"             |

DVD 4:
EN DIRECTO - 1991. Concierto grabado en el Palau Sant Jordi el 1 y 2 de octubre de 1991 (Tour "Aidalai, 1991-92) y EXTRAS.
| N°  | Canción |
| --- | --- |
| 01. | "El pelón del rey de negras" |
| 02. | "Tú" |
| 03. | "Aire" |
| 04. | "El fallo positivo" |
| 05. | "El blues del esclavo" |
| 06. | "El uno, el dos, el tres" |
| 07. | "Hijo de la Luna" |
| 08. | "El lago artificial" |
| 09. | "Bailando salsa" |
| 10. | "Un año más" |
| 11. | "J.C." |
| 12. | "Por la cara" |
| 13. | "1917" |
| 14. | "Sentía" |
| 15. | "Una rosa es una rosa" |
| 16. | "El 7 de septiembre" |
| 17. | "Naturaleza muerta" |
| 18. | "Dalai Lama" |
| 19. | "«Eugenio» Salvador Dalí" |
| 20. | "La fuerza del destino" |
| 21. | "Mujer contra mujer" |
| 22. | "Medley" (Hoy no me puedo levantar, Perdido en mi habitación, Ay qué pesado, No es serio este cementerio, Me colé en una fiesta, Maquillaje.) |
| 23. | "Me cuesta tanto olvidarte" |

Extras
| N°  | Canción |
| --- | --- |
| 01. | "Aidalai": Cómo se hizo. |
| 02. | Mecano en Nueva York - En directo (noviembre 1989): a.) "50 palabras, 60 palabras ó 100" (grabado en la discoteca Palladium de Nueva York, el 17/nov/1989) b.) "Héroes de la Antártida" (grabado en la discoteca Palladium de Nueva York, el 17/nov/1989) |
| 03. | Mecano en París - En directo (octubre 1991): a.) "Hijo de la Luna" (español / francés) b.) "Naturaleza muerta" (francés) c.) "Dalai Lama" |
| 04. | Mecano en México: a.) "Hoy no me puedo levantar" (videoclip Televisa, 1983) b.) "Me cuesta tanto olvidarte" ("XE-TU" Televisa, 1986) c.) "Quédate en Madrid" ("Mala noche...¡No!" Televisa, 1988) d.) "El club de los humildes" ("Siempre en domingo" Televisa, abril de 1998) e.) "El mundo futuro" ("Al ritmo de la noche" Televisa, julio de 1998) f.) "Stereosexual" ("Al ritmo de la noche" Televisa, julio de 1998) |